# Surówka hutnicza

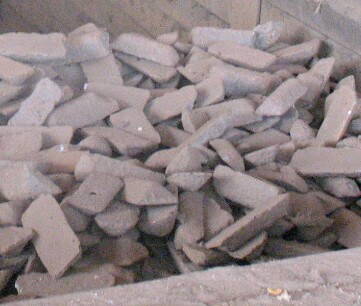
Surówka używana do wytopu żeliwa sferoidalnego

Surówka – półprodukt redukcji rudy w piecu, ma bardzo wysoką zawartość węgla (powyżej 2%), zwykle 3,5-4,5% i liczne zanieczyszczenia, co czyni ją bardzo kruchą i nieprzydatną bezpośrednio jako materiał, z wyjątkiem ograniczonych zastosowań. Surówka jest stopem żelaza z węglem, krzemem, manganem, fosforem i siarką. Nazwa pochodzi stąd, że jest to półprodukt przewidziany do dalszej przeróbki, czyli surowiec.
Surówka przeznaczona jest do dalszej przeróbki w stanie ciekłym na stal lub żeliwo. Surówkę dostarcza się w stanie ciekłym lub w stanie stałym w postaci gąsek lub granulek.
Zgodnie z obowiązującą normą PN-EN 10020:2003 graniczne stężenia masowe pierwiastków wyrażone w procentach nie mogą przekroczyć:
| Pierwiastek chemiczny       | Stężenie masowe, % |
| --------------------------- | ------------------ |
| Mn                          | ≤ 30               |
| Si                          | ≤ 8                |
| P                           | ≤ 3                |
| Cr                          | ≤ 10               |
| Inne dodatki stopowe ogółem | ≤ 10               |

## Klasyfikacje surówki
Ze względu na budowę (strukturę) rozróżnia się surówki:
- biała – o białym przełomie, zawierająca węgiel wyłącznie w stanie związanym w postaci cementytu
- szara – o szarym przełomie, zawierająca węgiel w stanie wolnym, w postaci grafitu
- pstra (połowiczna) – zawierająca skupienia węgla zarówno w stanie związanym, jak i wolnym.

Wpływ na budowę surówki mają: skład chemiczny i szybkość chłodzenia.
Ze względu na zawartość fosforu:
- fosforowa, o zawartości fosforu do 1,2%
- hematytowa, o zawartości fosforu do 0,1%.

Ze względu na sposób otrzymania:
- drzewnowęglowa, wytopiona na węglu drzewnym
- koksowa, wytopiona na koksie.

Ze względu na przeznaczenie:
- bessemerowska, o dużej zawartości krzemu, nie zawierająca fosforu i siarki, przeznaczona do wytworzenia stali metodą Bessemera – obecnie jako taka nieklasyfikowana i przerabiana w inny sposób niż wymieniony,
- tomasowska, o dużej zawartości fosforu i małej zawartości krzemu, przeznaczona do wytworzenia stali metodą Thomasa  – obecnie jako taka nieklasyfikowana i przerabiana w inny sposób niż wymieniony,
- martenowska, przeznaczona do wytworzenia stali w piecu martenowskim – obecnie jako taka nieklasyfikowana i przerabiana w inny sposób niż wymieniony,
- odlewnicza, przeznaczona do przetopu w odlewni żeliwa.

Surówka (w postaci pierwotnej lub powtórnie przetopiona – zwykle z dodatkiem złomu oraz żelazostopów) w odlewie użytkowym nazywa się żeliwem (inna nazwa: żelazo lane).